# CESNUR
Центр изучения новых религий (итал. Centro Studi sulle Nuove Religioni, англ. Center for Studies on New Religions), более известный как CESNUR, — международная организация, объединяющая учёных, занимающихся исследованием новых религиозных движений. Центр был основан в 1988 году несколькими учёными из Европы и США — Жан-Франсуа Майером, Джоном Гордоном Мелтоном и Айлин Баркер — во главе с итальянским социологом религии и юристом Массимо Интровинье. Расположен в Турине.
CESNUR заявляет о независимости проводимых им исследований от любых религиозных групп, конфессий, деноминаций или ассоциаций. Объединяет организации и частных лиц, которые специализируются в изучении новых религиозных движений. Среди известных членов: Айлин Баркер, Дэвид Бромли, Дуглас Коуэн, Риндер Кренинборг, Джон Гордон Мелтон, Ирвинг Хиксхэм, Джефри Хэдден, Энсон Шуп и другие.
Центр организует международные конференции, посвящённые новым религиозным движениям, выпускает энциклопедии и книги, а также ведёт веб-сайт с научными и новостными статьями о новых религиозных движениях. Печатные издания и веб-публикации CESNUR часто рассматриваются представителями альтернативных религиозных направлений в качестве приемлемых источников информации.
Деятельность CESNUR подвергается критике со стороны контркультового движения.
CESNUR во время судебных преследований оказывал поддержку свидетелям Иеговы, саентологам и «Ордену солнечного храма».